# Hartwig Seeler – Im Labyrinth der Rache
Hartwig Seeler – Im Labyrinth der Rache ist ein deutscher Fernsehkrimi von Johannes Fabrick aus dem Jahr 2022 und der dritte Film der ARD-Reihe Hartwig Seeler. Die deutsche Erstausstrahlung erfolgte am 17. September 2022 im Ersten.

## Handlung
Hartwig Seeler, der nach dem Unfalltod seiner Frau den Polizeidienst aufgegeben und sich als Privatermittler selbstständig gemacht hat, soll nach einem verschwundenen Mann suchen, der in Griechenland ein Haus verkaufen wollte. Letztes Lebenszeichen war ein Foto, das ihn gemeinsam mit einer jungen Frau vor einem Café zeigt. Auf der Halbinsel Peloponnes angekommen, steht Seeler jedoch vor einem Rätsel, denn den vermissten Mann scheint es ebenso wenig zu geben wie das zu verkaufende Haus. Allerdings gibt es die Frau, nur kennt sie den Mann auf dem Foto nicht. Allmählich wird Seeler klar, dass ihn jemand ganz bewusst auf den Peloponnes gelockt hat, denn das Foto ist eine Fälschung, und sein privates Schicksal, das mit dem Ort verknüpft ist, kann kein Zufall sein. Hier starb vor drei Jahren seine Frau Maria, deren Tod er noch immer nicht verarbeitet hat. Mysteriös ist auch das Quartier der jungen Frau auf dem Foto, denn es ist genau das Haus, in welchem er seinen letzten Urlaub mit Maria verbracht hatte, ehe sie mit dem Auto ungebremst einen Abhang hinabstürzte. Und nun geht es ihm fast ähnlich. Die Bremsen seines Mietwagens funktionieren nicht, aber er wird zum Glück nur leicht verletzt. 
Seeler verdächtigt anfangs Sarah dahinterzustecken, kann sich aber, je mehr Zeit er mit ihr verbringt, davon überzeugen, dass sie es ehrlich meint. Seine Verdächtigungen tun ihm sogar leid, als er feststellen muss, dass Sarah durch ihn selbst in Lebensgefahr gerät. Ein Unbekannter schickt ihm ein Video aufs Handy, auf dem zu sehen ist, dass er die junge Frau in seiner Gewalt hat. Seeler setzt alles daran, Sarah zu finden. In Zusammenarbeit mit einem ehemaligen Polizeikollegen in Deutschland kann er die Identität des Mannes ermitteln, der hinter dem Ganzen steht. Dieser Bernd Widermann schickt Seeler derweil Fotos, um ihm zu zeigen wie überlegen er ihm ist. Als er Seeler an den Ort gelockt hat, den er wollte, lässt er Sarah unverhofft frei. Seeler bringt sie umgehend zum Flughafen in Kalamata und schickt sie nach Deutschland zurück, damit sie in Sicherheit ist. Danach macht er sich auf den Weg, Widermann zu suchen, um das Rätsel zu lösen und mit ihm abzurechnen. 
Die Spur führt zu einem Ausflugsziel, das er als letztes mit Maria besucht hatte. Trotz aller Vorsicht wird Seeler von hinten niedergeschlagen. Als er wieder zu sich kommt, ist er gefesselt und Widermann sitzt vor ihm. Er behauptet, vor Seeler mit Maria zusammen gewesen zu sein, was er ihm kaputt gemacht hätte. Maria wäre seine „große Liebe“ gewesen. Aus diesem Grunde hätte er sie vor drei Jahren dafür bestrafen wollen und den Unfall provoziert. Seeler hätte sie ihm genommen und deshalb hätte er sie Seeler genommen: „Quid pro quo“. Als Programmierer für Computerspiele kenne er sich damit aus, zu töten, ohne bestraft zu werden. Das wäre jetzt sein Spiel. Zug um Zug gehe es in den Abgrund. Widermann richtet seine Waffe auf Seeler und es fällt ein Schuss. Danach hält er sich die Pistole an den Hals.

## Hintergrund
Die Dreharbeiten zu Im Labyrinth der Rache erfolgten unter dem Arbeitstitel Das Ende der Welt vom 7. September bis zum 9. Oktober 2021 in Kardamili (Kalamata) in Griechenland und in München.

## Rezeption

### Einschaltquote
Die Erstausstrahlung von Ein neues Leben am 17. September 2022 wurde in Deutschland von 5,82 Millionen Zuschauern gesehen und erreichte einen Marktanteil von 23,4 Prozent für Das Erste.

### Kritiken
Rainer Tittelbach von Tittelbach.tv schrieb: „‚Im Labyrinth der Rache‘ ist ein Musterbeispiel dafür, wie ein starker Charakter & ein sympathischer Hauptdarsteller mit einer konzentrierten Dramaturgie & einer reduzierten Szenerie nebst elaborierter Filmsprache ausreichend ‚Spannung‘ für neunzig Minuten erzielen können. Als Zuschauer klebt man dem Helden an den Fersen, liest in Matthias Koeberlins Gesicht, taucht ein in die Landschaft als Stimmungsbarometer und Spiegel für Seelers Innenleben: Man fühlt und leidet also hautnah mit dem Helden mit.“
Die goldenekamera.de urteilte: „Die Kulisse Griechenlands verknüpft mit einem Psychothriller - denn dieser Fall ähnelt eher einem Thriller als einem Krimi - ist zweifelsohne reizvoll. Doch die privaten Verwicklungen, Flashbacks und Einbildungen verwirren. Das ist sicherlich auch beabsichtigt. Wir fühlen mit Seeler mit und sind ebenso verwirrt wie er. Doch die klassische Täterbefragung wirkt dann wie ein Fremdköper.“